# Zhag'yab
Zhag'yab, (chữ Tạng: བྲག་གཡབ་རྫོང་; Wylie: brag g-yab rdzong; ZWPY: Zhagyab Zong; tiếng Trung: 察雅县; bính âm: Cháyǎ Xiàn, Hán Việt: Sát Nhã huyện) là một huyện của địa khu Qamdo (Xương Đô), khu tự trị Tây Tạng, Trung Quốc.

### Trấn
- Yên Đa (烟多镇)
- Cát Đường (吉塘镇)
- Hương Đôi (香堆镇)

### Hương
| - Tông Sa (宗沙乡) - Khẳng Thông (肯通乡) - Khoác Đạt (扩达乡) - Tân Khải (新卡乡) - Vương Khải (王卡乡) | - A Tư (阿孜乡) - Ba Nhật (巴日乡) - Vinh Chu (荣周乡) - Khải Cống (卡贡乡) - Sát Lạp (察拉乡) |